# Agrypnus glirinus
Agrypnus glirinus es una especie de escarabajo del género Agrypnus, tribu Agrypnini, familia Elateridae. Fue descrita científicamente por Candèze en 1865.
Se distribuye por Islas Salomón, Fiyi (Taveuni), Bougainville, Nuevas Hébridas, Tanna, Malakula y Éfaté.